# Вологі тропічні ліси Палау
Вологі тропічні ліси Палау (ідентифікатор WWF: OC0110) — океанійський екорегіон тропічних та субтропічних вологих широколистяних лісів, розташований на Палау.

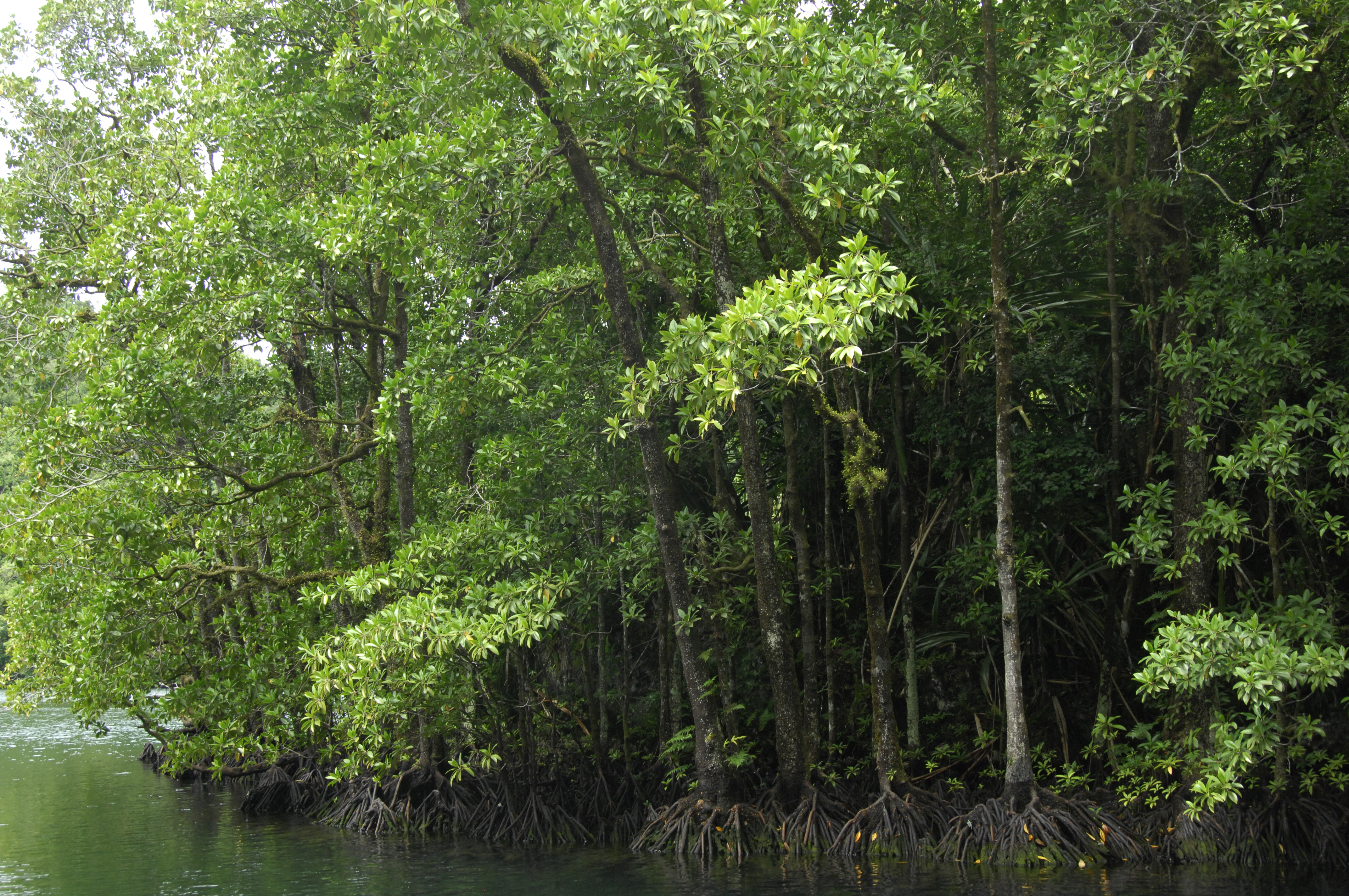
Мангровий ліс на Палау

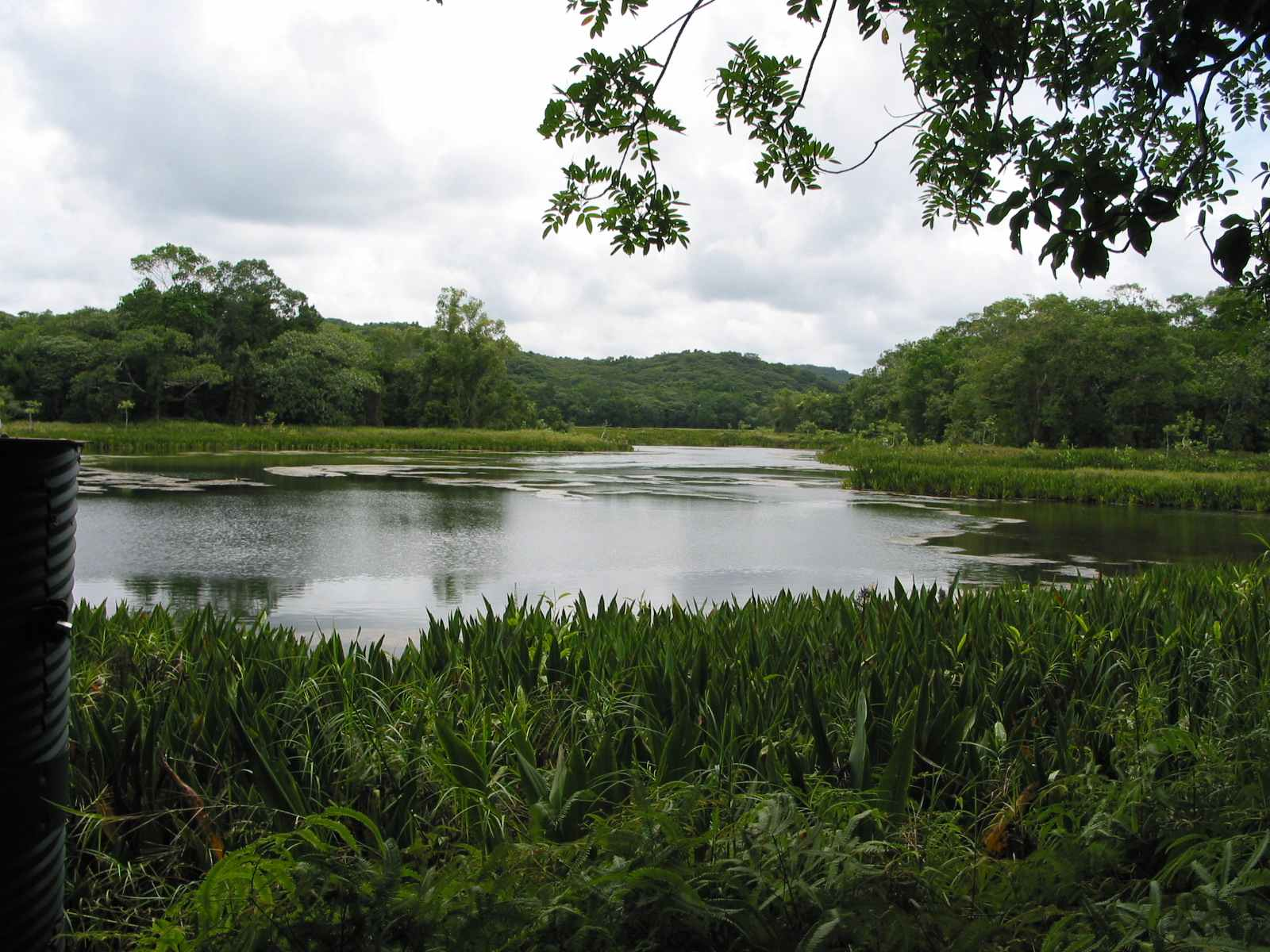
Озеро Нгардок (озеро) на острові Бабелдаоб

## Географія
Екорегіон вологих тропічних лісів Палау охоплює архіпелаг Палау, розташований в Мікронезії, на заході Тихого океану, за 800 км на північ від екватора та за 800 км на схід від Філіппін. Він складає найзахіднішу частину Каролінського архіпелагу і включає близько 250 островів, що простягаються на 200 км з півночі  на південь. Найбільшим островом архіпелагу є острів Бабелдаоб площею 376 км², що становить 70 % від загальної площі екорегіону. Найвищою вершиною Бабелдаобу є гора Нгерчелчуус заввишки 242 м. Більша частина архіпелагу оточена бар'єрним рифом. Екорегіон також включає деякі віддалені атоли, що простягаються на південний захід від островів Палау, зокрема острови Сонсорол, Каянгел, Тобі та Хелен.
Основу деяких найбільших островів, зокрема Бабелдаобу та Корору, складають вивітрені вулканічні породи. Більша частина архіпелагу складається з піднятих морських вапняків, серед яких часто трапляються вражаючі карстові форми рельєфу. Через відмінності у топографії, дренажі та хімічному складі ґрунтів у рослинних угрупованнях вапнякових та вулканічних островів спостерігаються значні відмінності.

## Клімат
На Палау домінує вологий екваторіальний клімат (Af за класифікацією кліматів Кеппена). Середня температура у Корорі, столиці Республіки Палау, становить 27 °C, а середньорічна кількість опадів — приблизно 3730 мм. Опади випадають протягом всього року, однак з травня по листопад їх випадає дещо більше, а з лютого по квітень — менше. З червня по грудень на Палау час від часу трапляються тропічні циклони.

## Флора
Густі тропічні широколистяні ліси вкривають більшу частину вулканічних островів Палау та всі вапнякові острови, за винятком Бабелдаоба, на якому значна частина лісів була вирубана і замінена луками. Вологі тропічні ліси Палау можна розділити на 8 основних типів: гірські, заболочені, мангрові, атолові, казуаринові, вапнякові, плантаційні та пальмові.
Гірські ліси Палау, поширені на вершинах вулканічних островів, вирізняються найвищим флористичним різноманіттям в Мікронезії. Серед дерев, що зустрічаються в цих лісах, слід відзначити короткочерешкову кампносперму (Campnosperma brevipetiolatum), дерево мербату (Maranthes corymbosa), каролінську альфітонію (Alphitonia carolinensis), таїтійський сумах (Rhus taitensis), каролінський елеокарпус (Elaeocarpus carolinensis), серіант Канехіри (Serianthes kanehirae), отруйний семекарпус (Semecarpus venenosus), волокнистолистий калофіллум (Calophyllum inophyllum), палауську гмеліну (Gmelina palawensis) та індійський птерокарпус (Pterocarpus indicus). В підліску гірських лісів Палау зростають багатоголові пандани (Pandanus polycephalus), вічноцвіті іксори (Ixora casei), джамболани (Syzygium cumini), усічені осмоксилони (Osmoxylon truncatum), палауські манілкари (Manilkara udoido), червоні симплокоси (Symplocos racemosa), серполисті деревоподібні папороті (Sphaeropteris lunulata), а також шість видів місцевих пальм.
Заболочені ліси поширені у низинних районах, відділених від моря смугою мангрів, де вже не відчувається вплив припливів. Ці ліси, як правило, досить порушені, оскільки широко використовувалися для вирощування таро. У небагатьох збережених ділянках природних заболочених лісів, зокрема на острові Пелеліу, переважають китицецвіті баррингтонії (Barringtonia racemosa) та індійський мигдаль (Terminalia catappa). Багато дерев у заболочених лісах оповиті трилистим деррісом (Derris trifoliata) . У порушених районах часто зустрічається морський гібіск (Hibiscus tiliaceus).
Мангрові ліси поширені в гирлах річок, на прибережних мілинах та на деяких острівцях. Добре розвинені мангри можуть досягати висоти 15-20 м. Основу палауських мангрів складають ризофори (Rhizophora spp.) та східні мангри (Bruguiera gymnorhiza). Білі соннератії (Sonneratia alba) та азійські мангри (Rhizophora mucronata) часто виступають як піонерні види, що ростуть на відкритому узбережжі.
Внаслідок розвитку агролісівництва атолові ліси були переважно знищені і збереглися лише на незаселених островах. Цей тип лісів зустрічається у внутрішніх районах великих, вологих, безлюдних атолів та вздовж узбережжя вулканічних островів, за смугою прибережної рослинності. На окраїнах атолових лісів поширені невисокі кущі прибережної капусти (Scaevola taccada). На скелястих узбережжях ростуть чагарники кислуватого пемфіса (Pemphis acidula), а на підвітряних узбережжях — високі хвощелисті казуарини (Casuarina equisetifolia).
Вапнякові ліси зустрічаються на коралових островах, зокрема на Пелеліу, Ангаурі та островах Челбахеб. Їх видовий склад різниться від острова до острова і включає деякі ендемічні види. Серед дерев, що ростуть на родючих ґрунтах вапнякових островів, слід відзначити борнейський тик (Intsia bijuga), безколючкову волькамерію (Volkameria inermis) та різні види психотрій (Psychotria spp.). Більша частина вапнякових лісів була знищена або значно деградувала під час Другої Світової війни, однак вони все ще поширені на деяких островах.
Особливий різновид вапнякових лісів зустрічається на островах Челбахеб — групі з 200-300 дрібних вапнякових острівців з надзвичайно стрімкими карстовими скелями, розташованій між островами Корор та Пелеліу. Серед найбільш поширених дерев, що зустрічаються в цих лісах, слід відзначити два види ендемічних пальм — палауську гулубію (Hydriastele palauensis) та палауську понапею (Ponapea palauensis), а також отруйний семекарпус (Semecarpus venenosus), пильчастолисту премну (Premna serratifolia), палауську біккію (Bikkia palauensis) та різні види кордій (Cordia spp.). В підліску лісів Челбахебу поширені пандани (Pandanus spp.) та рясноцвіті драконові дерева (Dracaena multiflora).
Флора Палау значно більш різноманітна, ніж флора решти Каролінських островів, за винятком островів Яп, розташованих найближче до Палау. Острови Палау та Яп утворюють окрему фітогеографічну одиницю. Тут знаходиться найсхідніша межа поширення деяких представників індомалайської флори, зокрема гмелін (Gmelina spp.), парінарі (Parinari spp.) та птерокарпусів (Pterocarpus spp.). Загалом на Палау зустрічається 972 види рослин, з яких принаймні 178 видів є ендеміками архіпелагу.

## Фауна
Орнітофауна Палау нараховує більше 100 видів птахів. Ендеміками екорегіону є палауські голуби (Pampusana canifrons), палауські тілопо (Ptilinopus pelewensis), палауські дрімлюги (Caprimulgus phalaena), атолові салангани (Aerodramus pelewensis), мікронезійські сплюшки (Otus podarginus), палауські шикачики (Edolisoma monacha), палауські ядлівчаки (Pachycephala tenebrosa), рудоголові альціони (Todiramphus pelewensis), палауські віялохвістки (Rhipidura lepida), палауські очеретянки (Horornis annae), палауські міагри (Myiagra erythrops), палауські рукії (Megazosterops palauensis) та бурі окулярники (Zosterops finschii), а майже ендемічними його представниками — мікронезійські великоноги (Megapodius laperouse), мікронезійські пінони (Ducula oceanica), каролінські окулярники (Zosterops semperi), мікронезійські медовички (Myzomela rubratra) та мікронезійські шпаки-малюки (Aplonis opaca). 
Крім того, ендеміками Палау є деякі підвиди різних видів птахів — гривастого голуба (Caloenas nicobarica pelewensis), смугастого пастушка (Hypotaenidia philippensis pelewensis), австралійської султанки (Porphyrio melanotus pelewensis), білошийого альціона (Todiramphus chloris teraokai), білогрудого ланграйна (Artamus leucorynchus pelewensis) та синьощокого папужника (Erythrura trichroa pelewensis)
Єдиними місцевими ссавцями, поширеними на Палау, є рукокрилі — ендемічний палауський крилан (Pteropus pelewensis), та рідкісний ендемічний підвид тихоокеанського мішкокрила (Emballonura semicaudata palauensis). Великий палауський крилан (Pteropus pilosus) відомий лише за двома зразками, зібраними до 1874 року, і вважається вимерлим.
Герпетофауна Палау включає більше 30 видів плазунів та один ендемічний вид амфібій — палауську жабу (Cornufer pelewensis). Серед ендемічних плазунів, поширених на Палау, слід відзначити палауського удава (Candoia superciliosa), палауського вужа (Cerberus dunsoni), палауську деревну змію (Dendrelaphis striolatus), палауського сліпуна (Ramphotyphlops acuticauda), палауського земляного сцинка (Sphenomorphus scutatus), палауського змієокого сцинка (Cryptoblepharus rutilus), палауського сонячного сцинка (Eutropis palauensis), струнку ліпінію (Lipinia leptosoma), палауського гекона (Gekko remotus), палауського стрункого гекона (Hemiphyllodactylus ganoklonis), челбахебського гекона (Lepidodactylus paurolepis) та палауську дтеллу (Gehyra brevipalmata), а серед майже ендемічних його представників — довгохвостого варана Беннетта (Varanus bennetti), палауського деревного дракона (Hypsilurus godeffroyi) та мікронезійського лускопалого гекона (Lepidodactylus moestus). Також Палау є східною межею поширення гребінчастих крокодилів (Crocodylus porosus), найбільших крокодилів світу.
У водоймах Палау мешкає 42 види прісноводних риб, з яких 2 види є ендемічними. Також у солонуватих озерах екорегіону живе принаймні 300 ендемічних видів наземних равликів та ендемічна золота медуза (Mastigias papua etpisoni).

## Збереження
Раніше Палау було майже повністю вкрито лісами, однак наразі вони займають близько 75 % території країни. Решту території займають луки, плантації та вторинна рослинність. В часи Другої світової війни значну частину лісів на півдні Бабелдаобу було вирубано і перетворено на плантації ананасів та цукрової тростини. Значну загрозу для збереження природи регіону становлять інтродуковані види. Малі пацюки (Rattus exulans), східні пацюки (Rattus tanezumi), здичавілі коти та макаки-крабоїди (Macaca fascicularis) полюють на місцевих тварин, а жовточубі какаду (Cacatua galerita) поїдають плоди ендемічних пальм. Полювання на птахів, особливо на великих голубів, продовжує загрожувати диким популяціям, незважаючи на охорону. Тим не менш, частково завдяки відносно низькій густоті населення, значна частина навколишнього середовища Палау перебуває у гарному стані.
Оцінка 2017 року показала, що 115 км², або 31 % екорегіону, є заповідними територіями. Природоохоронні території включають Заповідник Імеонг та Природний заповідник озера Нгардок. У 2012 році острови Челбахеб з їх мальовничою, незайманою природою, були внесені до списку Світової спадщини ЮНЕСКО.